# 41-ша фортечна дивізія (Третій Рейх)
41-ша фортечна дивізія (Третій Рейх) (нім. 41. Festungs-Division) — особлива піхотна дивізія Вермахту за часів Другої світової війни, на яку покладалися завдання оборони найважливіших районів та об'єктів.

## Історія
41-ша фортечна дивізія була створена 11 грудня 1943 в Брук-ан-дер-Мурі в XVIII-му військовому окрузі (нім. Wehrkreis XVIII) на базі 39-ї піхотної дивізії.

## Райони бойових дій
- Греція (грудень 1943 — жовтень 1944);
- Балкани (Сербія, Хорватія) (жовтень 1944 — січень 1945).

## Командування

### Командири
- генерал-лейтенант Франц Крех (нім. Franz Krech) (11 грудня 1943 — 27 квітня 1944[1]);
- генерал-лейтенант, доктор наук Фріц Беніке (нім. Fritz Benicke) (27 квітня — 1 серпня 1944);
- генерал-лейтенант Вольфґанґ Гаузер (нім. Wolfgang Hauser) (1 серпня 1944 — січень 1945).